# Senátní obvod č. 1 – Karlovy Vary
Senátní obvod č. 1 – Karlovy Vary je podle zákona č. 247/1995 Sb. tvořen severní částí okresu Karlovy Vary, ohraničenou na jihu obcemi Bečov nad Teplou, Chodov, Krásné Údolí, Útvina, Bochov a Štědrá.
Současnou senátorkou je od roku 2022 Věra Procházková, členka hnutí ANO. V Senátu je členkou Senátorského klubu ANO a ČSSD.

## Senátoři
| Volby | Volby | Senátor      | Senátor           | Volební strana | Navrhující strana | Politická příslušnost | Odkaz  |
| ----- | ----- | ------------ | ----------------- | -------------- | ----------------- | --------------------- | ------ |
|       | 1996  |              | Vladimír Kulhánek | ODS            | ODS               | ODS                   | profil |
| 1998  |       |              | Vladimír Kulhánek | ODS            | ODS               | ODS                   | profil |
|       | 2004  |              | Jan Horník        | SD-SN          | SD-SN             | BEZPP                 | profil |
|       | 2010  | TOP 09, STAN | Jan Horník        | STAN           |                   | BEZPP                 | profil |
| 2016  | STAN  | STAN         | Jan Horník        | STAN           |                   |                       | profil |
|       | 2022  |              | Věra Procházková  | ANO            | ANO               | ANO                   | profil |

## Vymezení senátního obvodu
Senátní obvod je tvořen severní částí okresu Karlovy Vary, a zahrnuje tak města jako Karlovy Vary, Ostrov, Nejdek, Nová Role, Jáchymov, Bochov, Žlutice nebo Bečov nad Teplou. Obvod se skládá z 53 obcí. Jeho celková populace při volbách v roce 2016 činila asi 88 000 oprávněných voličů. Kompletní seznam obcí v senátním obvodu je následující: 
- Abertamy
- Andělská Hora
- Bečov nad Teplou
- Bochov
- Boží Dar
- Božičany
- Bražec
- Březová
- Černava
- Čichalov
- Dalovice
- Děpoltovice
- Doupovské Hradiště
- Hájek
- Horní Blatná
- Hory
- Hroznětín
- Chodov
- Chyše
- Jáchymov
- Jenišov
- Karlovy Vary
- Kolová
- Krásné Údolí
- Krásný Les
- Kyselka
- Merklín
- Mírová
- Nejdek
- Nová Role
- Nové Hamry
- Ostrov
- Otovice
- Pernink
- Pila
- Potůčky
- Pšov
- Sadov
- Smolné Pece
- Stanovice
- Stráž nad Ohří
- Stružná
- Šemnice
- Štědrá
- Teplička
- Útvina
- Valeč
- Velichov
- Verušičky
- Vojkovice
- Vrbice
- Vysoká Pec
- Žlutice

## Volby

### Rok 1996
V prvních senátních volbách v roce 1996 se v karlovarském obvodě volil kandidát pouze na zkrácený dvouletý mandát. V prvních kole zvítězil velkým rozdílem kandidát ODS Vladimír Kulhánek, který získal 41,7 % hlasů. Do druhého kola s ním postoupil kandidát opoziční ČSSD Igor Savič, který získal 17 % hlasů. Druhé kolo jednoznačně ovládl vítěz prvního kola Kulhánek, když získal 61,3 % hlasů.
| Kandidát | Kandidát               | Volební strana | Navrhující strana | Politická příslušnost | Počet hlasů (1. kolo) | %     | Počet hlasů (2. kolo) | %     |
| -------- | ---------------------- | -------------- | ----------------- | --------------------- | --------------------- | ----- | --------------------- | ----- |
|          | Mgr. Vladimír Kulhánek | ODS            | ODS               | ODS                   | 10 885                | 41,74 | 14 741                | 61,31 |
|          | Ing. Igor Savič        | ČSSD           | ČSSD              | ČSSD                  | 4 435                 | 17,01 | 9 301                 | 38,69 |
|          | Ing. Jan Blažek CSc.   | KSČM           | KSČM              | KSČM                  | 3 260                 | 12,50 | —                     | —     |
|          | Mgr. Petr Masák        | ODA            | ODA               | ODA                   | 3 007                 | 11,53 | —                     | —     |
|          | Karel Rada             | NK             | NK                | BEZPP                 | 2 275                 | 8,72  | —                     | —     |
|          | Jana Neuberová         | NEZ            | NEZ               | BEZPP                 | 947                   | 3,63  | —                     | —     |
|          | MUDr. Karel Masný      | SDL            | SDL               | SDL                   | 767                   | 2,94  | —                     | —     |
|          | Mgr. Josef Havlíček    | ČSNS           | ČSNS              | ČSNS                  | 503                   | 1,93  | —                     | —     |

### Rok 1998
Druhé senátní volby na Karlovarsku se uskutečnily kvůli zkrácenému mandátu už po dvou letech. V prvním kole zvítězil obhájce mandátu Vladimír Kulhánek z ODS, který získal 31,6 %, do druhého kola těsně postoupil také kandidát tehdy již vládní ČSSD, který získal 22,5 % hlasů, a vyřadil tak kandidáta Čtyřkoalice Zdeňka Šmída. Ve druhém kole zvítězil opět Kulhánek, a obhájil tak svůj senátorský mandát.
| Kandidát | Kandidát               | Volební strana | Navrhující strana | Politická příslušnost | Počet hlasů (1. kolo) | %     | Počet hlasů (2. kolo) | %     |
| -------- | ---------------------- | -------------- | ----------------- | --------------------- | --------------------- | ----- | --------------------- | ----- |
|          | Mgr. Vladimír Kulhánek | ODS            | ODS               | ODS                   | 8 816                 | 31,57 | 9 190                 | 56,37 |
|          | Ing. Edmund Janisch    | ČSSD           | ČSSD              | ČSSD                  | 6 278                 | 22,48 | 7 114                 | 43,63 |
|          | Mgr. Zdeněk Šmíd       | 4KOALICE       | 4KOALICE          | BEZPP                 | 6 048                 | 21,66 | —                     | —     |
|          | Mgr. Jaroslav Borka    | KSČM           | KSČM              | KSČM                  | 3 701                 | 13,25 | —                     | —     |
|          | MUDr. Marie Tobolková  | SZ             | SZ                | SZ                    | 3 080                 | 11,03 | —                     | —     |

### Rok 2004
Třetí senátní volby v karlovarském obvodě se konaly již po standardních šesti letech, tedy v roce 2004. První kolo s 21,3 % hlasů těsně vyhrál nestranický kandidát za SD-SN a dlouholetý starosta Božího Daru Jan Horník, o necelé půlprocento za ním skončil kandidát ODS Václav Heřman. Ve volbách zcela propadl kandidát vládní ČSSD Michael Kuneš, který získal pouze 8,5 % hlasů. Vítěz prvního kola Horník pak zvítězil i v kole druhém a vystřídal neobhajujícího Kulhánka na senátorském postu.
| Kandidát | Kandidát                  | Volební strana | Navrhující strana | Politická příslušnost | Počet hlasů (1. kolo) | %     | Počet hlasů (2. kolo) | %     |
| -------- | ------------------------- | -------------- | ----------------- | --------------------- | --------------------- | ----- | --------------------- | ----- |
|          | Ing. Jan Horník           | SD-SN          | SD-SN             | BEZPP                 | 4 859                 | 21,25 | 8 244                 | 58,18 |
|          | Václav Heřman             | ODS            | ODS               | ODS                   | 4 770                 | 20,86 | 5 925                 | 41,81 |
|          | Mgr. Jaroslav Borka       | KSČM           | KSČM              | KSČM                  | 3 785                 | 16,55 | —                     | —     |
|          | Ing. Václav Lupínek, CSc. | NK             | NK                | ODS                   | 3 767                 | 16,47 | —                     | —     |
|          | Michael Kuneš             | ČSSD           | ČSSD              | ČSSD                  | 1 943                 | 8,49  | —                     | —     |
|          | Pavla Andrejkivová        | KDU-ČSL        | KDU-ČSL           | KDU-ČSL               | 1 647                 | 7,20  | —                     | —     |
|          | MUDr. Jan Knára           | NEZ            | NEZ               | BEZPP                 | 1 061                 | 4,64  | —                     | —     |
|          | Milan Křimský             | SZR            | SZR               | BEZPP                 | 721                   | 3,15  | —                     | —     |
|          | JUDr. Radan Večerka       | KONS           | KONS              | BEZPP                 | 309                   | 1,35  | —                     | —     |

### Rok 2010
Čtvrté senátní volby se konaly v roce 2010 a v prvním kole s náskokem zvítězil dosavadní senátor Jan Horník, tentokrát již podporovaný hnutím STAN a nově vzniklou TOP 09, ten získal 22,3 % hlasů. O druhé místo a postup do druhého kola spolu do poslední chvíle bojovali kandidáti ODS a ČSSD – bývalý hejtman Karlovarského kraje Josef Pavel a někdejší senátor za obvod č. 2 – Sokolov Jiří Vyvadil. Do druhého kola nakonec o necelých 100 hlasů postoupil Pavel. Ten ale ve druhém kole jednoznačně prohrál s Horníkem, který tak díky zisku 71,8 % hlasů obhájil svůj mandát.
| Kandidát | Kandidát               | Volební strana      | Navrhující strana | Politická příslušnost | Počet hlasů (1. kolo) | %     | Počet hlasů (2. kolo) | %     |
| -------- | ---------------------- | ------------------- | ----------------- | --------------------- | --------------------- | ----- | --------------------- | ----- |
|          | Ing. Jan Horník        | TOP 09, STAN        | STAN              | BEZPP                 | 7 454                 | 22,25 | 10 179                | 71,75 |
|          | JUDr. Josef Pavel      | ODS                 | ODS               | ODS                   | 5 135                 | 15,35 | 4 007                 | 28,24 |
|          | JUDr. Jiří Vyvadil     | ČSSD                | ČSSD              | ČSSD                  | 5 044                 | 15,05 | —                     | —     |
|          | Jiří Kotek             | ALTERNATIVA, Občané | ALTERNATIVA       | ALTERNATIVA           | 4 175                 | 12,46 | —                     | —     |
|          | Mgr. Jaroslav Borka    | KSČM                | KSČM              | KSČM                  | 4 097                 | 12,23 | —                     | —     |
|          | MUDr. Jaroslav Žák     | Doktoři             | Doktoři           | Doktoři               | 1 875                 | 5,59  | —                     | —     |
|          | Jaroslav Rovný         | ČSNS                | ČSNS              | ČSNS                  | 1 791                 | 5,34  | —                     | —     |
|          | MUDr. Věra Procházková | Rozumní             | Rozumní           | BPI                   | 1 746                 | 5,21  | —                     | —     |
|          | MUDr. Ivan Poustka     | Victoria            | Victoria          | BEZPP                 | 1 616                 | 4,82  | —                     | —     |
|          | Ing. František Weiss   | VV                  | VV                | VV                    | 566                   | 1,68  | —                     | —     |

### Rok 2016
Páté senátní volby se konaly na Karlovarsku v roce 2016. Svůj mandát opět obhajoval Jan Horník, kterého tentokrát kromě hnutí STAN (jehož se stal mezitím členem) a TOP 09 podpořili také KDU-ČSL a KOA. Kandidáti tradičních stran jako jsou ODS nebo ČSSD tentokrát neuspěli a do druhého kola proti Horníkovi postoupil nestraník za hnutí ANO a osminásobný vítěz Velké pardubické žokej Josef Váňa. Horník dokázal svůj mandát stejně jako před šesti lety obhájit, když získal 66,2 % hlasů ve druhém kole, a zařadil se tak mezi nejdéle působící senátory. Po senátních volbách v roce 2018 se stal dokonce místopředsedou Senátu za Klub Starostové a nezávislí.
| Kandidát | Kandidát          | Volební strana | Navrhující strana | Politická příslušnost | Počet hlasů (1. kolo) | %     | Počet hlasů (2. kolo) | %     |
| -------- | ----------------- | -------------- | ----------------- | --------------------- | --------------------- | ----- | --------------------- | ----- |
|          | Ing. Jan Horník   | STAN           | STAN              | STAN                  | 6 451                 | 23,46 | 8 114                 | 66,17 |
|          | Josef Váňa        | ANO            | ANO               | BEZPP                 | 5 216                 | 18,96 | 4 148                 | 33,82 |
|          | Bc. Pavel Čekan   | ČSSD           | ČSSD              | ČSSD                  | 4 084                 | 14,85 | —                     | —     |
|          | MUDr. Jiří Brdlík | ODS            | ODS               | ODS                   | 3 759                 | 13,67 | —                     | —     |
|          | Věra Bartůňková   | KSČM           | KSČM              | KSČM                  | 2 738                 | 9,95  | —                     | —     |
|          | Jiří Kotek        | ALTERNATIVA    | ALTERNATIVA       | ALTERNATIVA           | 2 709                 | 9,85  | —                     | —     |
|          | Eduard Frisch     | SNK1           | SNK 1             | SNK1                  | 1 685                 | 6,12  | —                     | —     |
|          | Ing. Věra Ježková | Zelení         | Zelení            | BEZPP                 | 855                   | 3,10  | —                     | —     |

### Rok 2022
Ve volbách do Senátu PČR v roce 2022 se o křeslo senátora ucházelo rekordních jedenáct kandidátů. Po 18 letech ve funkci svůj senátorský post opět obhajoval Jan Horník za STAN. Mezi jeho vyzyvatele patřili např. hejtman Karlovarského kraje Petr Kulhánek za KOA nebo kanditátka hnutí ANO a bývalá poslankyně a lékařka Věra Procházková, která o senátorské křeslo v tomto obvodě usilovala již v roce 2010, tehdy za stranu Rozumní. Vlastního kandidáta do těchto voleb nasadili také Piráti, a sice ekonoma Bohdana Vaňka. Kandidátem koalice SPOLU (tj. KDU-ČSL, ODS a TOP 09) byl starosta Žlutic Václav Slavík. Dalšími kandidáty byli starosta Hroznětína Martin Maleček, úředník Jan Havel, živnostník Bedřich Šmudla, nezávislý kandidát Pavel Petričko, OSVČ Petr Ajšman a operátorka Zdravotnické záchranné služby Eva Chromcová.
První kolo vyhrála s 25,86 % hlasů Věra Procházková, do druhého kola s ní postoupila Eva Chromcová, která obdržela 14,12 % hlasů. Místopředseda Senátu Jan Horník získal pouze 12,32 % hlasů a skončil na 4. místě. Druhé kolo vyhrála s 67,97 % hlasů Věra Procházková.
| Kandidát | Kandidát                | Volební strana        | Navrhující strana     | Politická příslušnost | Počet hlasů (1. kolo) | %     | Počet hlasů (2. kolo) | %     |
| -------- | ----------------------- | --------------------- | --------------------- | --------------------- | --------------------- | ----- | --------------------- | ----- |
|          | MUDr. Věra Procházková  | ANO                   | ANO                   | ANO                   | 8 343                 | 25,86 | 5 924                 | 67,97 |
|          | Ing. Eva Chromcová      | SPD                   | SPD                   | BEZPP                 | 4 557                 | 14,12 | 2 791                 | 32,02 |
|          | Martin Maleček          | VOK                   | VOK                   | BEZPP                 | 4 226                 | 13,10 | —                     | —     |
|          | Ing. Jan Horník         | STAN                  | STAN                  | STAN                  | 3 977                 | 12,32 | —                     | —     |
|          | Ing. Petr Kulhánek      | KOA                   | KOA                   | KOA                   | 3 972                 | 12,31 | —                     | —     |
|          | Mgr. Bc. Václav Slavík  | KDU-ČSL, ODS, TOP 09  | KDU-ČSL               | KDU-ČSL               | 2 482                 | 7,69  | —                     | —     |
|          | Ing. Bohdan Vaněk, M.A. | Piráti                | Piráti                | Piráti                | 1 838                 | 5,69  | —                     | —     |
|          | Pavel Petričko          | NK                    | NK                    | BEZPP                 | 1 376                 | 4,26  | —                     | —     |
|          | Petr Ajšman             | SRDCEM PRO ...        | SRDCEM PRO ...        | SRDCEM PRO ...        | 693                   | 2,14  | —                     | —     |
|          | Bedřich Šmudla          | PES                   | PES                   | PES                   | 524                   | 1,62  | —                     | —     |
|          | Ing. Jan Havel          | DSZ - ZA PRÁVA ZVÍŘAT | DSZ - ZA PRÁVA ZVÍŘAT | BEZPP                 | 269                   | 0,83  | —                     | —     |

## Volební účast
|  | nejvyšší volební účast |  | nejnižší volební účast |

| Rok  | % (1. kolo) | % (2. kolo) |
| ---- | ----------- | ----------- |
| 1996 | 29,16       | 26,69       |
| 1998 | 35,47       | 17,86       |
| 2004 | 27,08       | 15,44       |
| 2010 | 39,63       | 15,73       |
| 2016 | 33,44       | 14,00       |
| 2022 | 39,55       | 10,51       |

## Zajímavosti
- Nejnižší počet hlasů, kterým byl kandidát zvolen, je 8 114. To odpovídá 9,19 % hlasů oprávněných voličů, avšak 66,17 % hlasů voličů, kteří se voleb zúčastnili. Stalo se tak v roce 2016, kdy ve 2. kole Jan Horník uhájil svůj mandát před Josefem Váňou.[21]
- Ve všech dosavadních volbách v tomto senátním obvodu bylo nutné konat 2. kolo voleb, jelikož se dosud z žádnému kandidátů nepodařilo dosáhnout nadpoloviční většiny hlasů již v 1. kole. Nejblíže k tomu měl zatím Vladimír Kulhánek při volbách v roce 1996, kdy v 1. kole získal 41,74 % hlasů.
- Nejtěsnějším výsledkem mezi kandidáty ve 2. kole je výhra Vladimíra Kulhánka ve volbách v roce 1998, kdy porazil Edmunda Janische o 2 076 hlasů.